# 皮埃尔·布卢赛尔
皮埃尔·布卢赛尔（法語：Pierre Broussel，1575年？月？日—1654年？月？日），是法国高等法院的成员，是一位受人民拥戴的政治家，反对法国枢密院首席大臣、红衣主教儒勒·马扎然的新税政策。